# Brestovačka Brda
Brestovačka Brda falu Horvátországban Belovár-Bilogora megyében. Közigazgatásilag Končanicához tartozik.

## Fekvése
Belovártól légvonalban 39, közúton 50 km-re délkeletre, Daruvártól légvonalban 8, közúton 10 km-re nyugatra, községközpontjától 5 km-re délnyugatra, Nyugat-Szlavóniában, a Toplica-patak bal  partja felett emelkedő magaslaton fekszik.

## Története
A település eredetileg a szomszédos Brestovac szőlőhegye volt, melynek lakosságát 1921-ben számlálták meg először önállóan, ekkor 117 lakosa volt. A szerb-horvát-szlovén állam, majd később (1929-ben) Jugoszlávia része lett. 1941 és 1945 között a németbarát Független Horvát Államhoz, háború után a település a szocialista Jugoszláviához tartozott. 1991-től a független Horvátország része. 1991-ben lakosságának 36%-a jugoszláv, 25%-a cseh, 16%-a horvát, 16%-a szerb nemzetiségű volt. 2011-ben a településnek 33 lakosa volt. 

## Lakossága
| Lakosság változása | Lakosság változása | Lakosság változása | Lakosság változása | Lakosság változása | Lakosság változása | Lakosság változása | Lakosság változása | Lakosság változása | Lakosság változása | Lakosság változása | Lakosság változása | Lakosság változása | Lakosság változása | Lakosság változása | Lakosság változása |
| ------------------ | ------------------ | ------------------ | ------------------ | ------------------ | ------------------ | ------------------ | ------------------ | ------------------ | ------------------ | ------------------ | ------------------ | ------------------ | ------------------ | ------------------ | ------------------ |
| 1857               | 1869               | 1880               | 1890               | 1900               | 1910               | 1921               | 1931               | 1948               | 1953               | 1961               | 1971               | 1981               | 1991               | 2001               | 2011               |
| 0                  | 0                  | 0                  | 0                  | 0                  | 0                  | 117                | 120                | 167                | 127                | 131                | 83                 | 60                 | 44                 | 40                 | 33                 |